# František Ladislav Chleborád
František Ladislav Chleborád (24. listopadu 1839, Habry – 20. července 1911, Petrohrad) byl český národohospodář a průkopník družstevnictví.

## Život a činnost
Tento průkopník myšlenky družstevnictví se narodil 24. 11. 1839 v Habrech u Havlíčkova Brodu. Po absolvování Staroměstského gymnázia se věnoval studiu práv a národního hospodářství. Na studium si vydělával jako vychovatel v rodině hraběte Desfours-Walderode a celá je pak završil cestou po evropských zemích. Již na studiích se u něj vytvořilo silné sociální cítění. Byl nadšeným průkopníkem šíření ekonomických znalostí a myšlenky povznesení dělnictva.
Své odborné práce psal v mnoha jazycích, například v bulharštině, ruštině, němčině, srbštině a francouzštině. Byl čestným konzulem republiky Venezuela, zakladatelem a prvním ředitelem banky Slávie, předsedou brněnského Sokola, zakladatelem Moravské záložny v Ostravě a působil v řadě dalších spolků a institucí v rámci Rakouska-Uherska i v zahraničí. Do české historie se zapsal roku 1868 jako zakladatel a předseda dělnických konzumních družstev Oulů a na ně navazujících družstevních sdružení. Nabádal dělníky ke sjednocení, podnikavosti a ke vzdělání. Ucházel se o habilitaci v oboru národního hospodářství na pražské univerzitě, ale ta byla zásluhou německých profesorů zamítnuta. V letech 1872–1878 vlastnil statek Mradice na Žatecku.
Řadu svých myšlenek publikoval a jeho hlavním dílem se stala Soustava národního hospodářství politického, ve kterém shrnul vývoj hospodářství od starověku po současnost, vysvětlil v ní jednotlivé pojmy a vztahy a srovnával jednotlivé ekonomické školy. Vydal ji vlastním nákladem roku 1869.
Praktické uplatnění jeho myšlenek se střetlo s burzovním krachem roku 1873. V cizině pochopili, že Chleborádův úpadek nebyl způsoben selháním myšlenky, ale nevhodností prostředí a doby. Jako východisko ze svízelné osobní situace použil pozvání carské vlády a roku 1888 odcestoval do Petrohradu, kde se stal poradcem vlády ve věcech slovanských a finančních.
Zemřel 20. července 1911 a pohřben byl na polském hřbitově v Petrohradě. Jeho syn Štěpán před službou v rakouské armádě po vzoru otce odešel do Ruska, kde založil jedenáct pivovarů. Jeho dcera byla klavírní virtuoskou.

## Díla
- Boj o majetek (1884)
- Hospodářství vlastenecké (1868)
- Pomoc chudým dělníkům (1868)
- Soustava národního hospodářství politického (1869)
- Věštcové slávy. K oslavení tisícileté památky prvosvětitelů Slovanů sv. Cyrilla a Methoděje (1888)